# Olaya Towers
Les Olaya Towers sont deux gratte-ciel de 200 et 166 mètres construits en 2013 à Riyad en Arabie saoudite.  

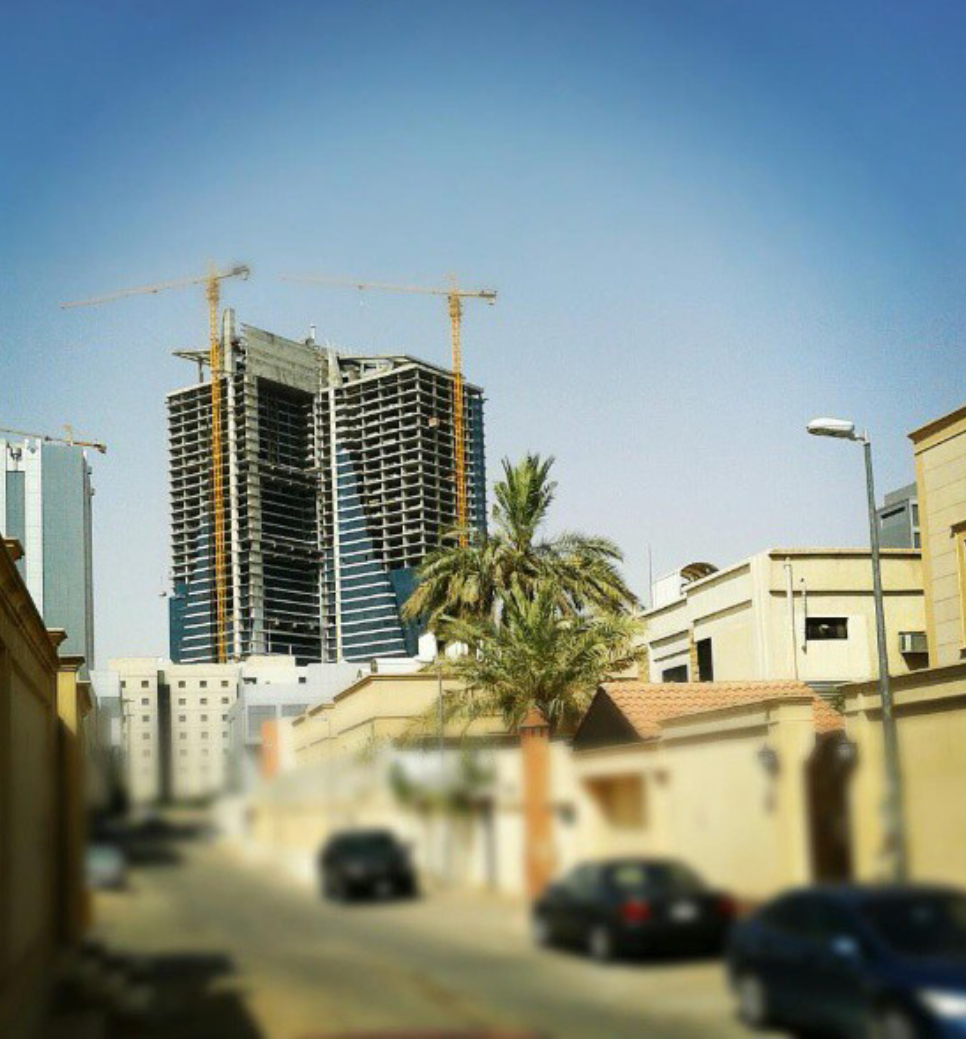
Olaya towers en construction